# 保戸島村 (大分県)
保戸島村（ほとじまむら）は、大分県北海部郡の保戸島にあった村。現在の津久見市保戸島にあたる。

## 地理
- 島：保戸島

## 歴史
江戸時代には佐伯藩領上浦村の枝郷であった。
昭和20年（1945年）7月25日、保戸島国民学校（現：津久見市立保戸島小学校）が空襲に遭い、爆撃と機銃掃射によって児童・教員ら127名が死亡した（保戸島空襲）。

### 沿革
- 1892年（明治25年）10月6日 - 四保戸村の分割にともない、保戸島村が発足。
- 1951年（昭和26年）4月1日 - 津久見町・日代村・四浦村と合併し、津久見市の一部となる。